# Dongdi Suishidai
Dongdi Suishidai (chinesisch 东堤碎石带 ‚Ostdeich-Schottergürtel‘) ist eine 2 bis 3 km lange Moräne im ostantarktischen Prinzessin-Elisabeth-Land. In den Grove Mountains liegt sie im südlichen Zentrum der Senke zwischen Mount Harding und dem Zakharoff Ridge.
Chinesische Wissenschaftler benannten sie im Jahr 2000.